# République glaciaire
La République glaciaire (en espagnol : República Glaciar) est une micronation créée par Greenpeace au Chili, dans le cadre d'une de ses campagnes de sensibilisation contre les dangers de l'exploitation minière des glaciers. L'organisation évoque un vide juridique pour justifier la création de cette micronation, l’État chilien ne reconnaissant pas, selon elle, de souveraineté sur ses glaciers,, et en vertu du traité de la Convention de Montevideo sur les droits de l'homme et devoirs des États du 26 décembre 1933.
Greenpeace précise que la République glaciaire cessera d'exister quand les glaciers seront reconnus légalement par le Chili, ce qui impliquera leur protection. La création de la micronation est considérée comme l'une des raisons au projet de loi sur la protection des glaciers, sous le gouvernement de Michelle Bachelet,.
Ses créateurs assurent que la République glaciaire compte plus de 90 000 citoyens, en plus d'avoir des ambassades à Santiago du Chili, Buenos Aires, Madrid, Amsterdam, São Paulo, Mexique et Berlin. Aucun État souverain n'a reconnu la légitimité de ses revendications.

## Historique
En mars 2014, dans une pleine page du New York Times,, l'organisation non gouvernementale internationale Greenpeace annonce : 
« Aujourd’hui, 5 mars 2014, le monde va assister à la naissance d’un nouveau pays. Un pays menacé par des intérêts économiques, qui se dresse pour chercher la protection de ses citoyens. »
Nicanor Parra et Isabel Allende figurent parmi les premiers citoyens illustres du « pays » à avoir reçu leurs passeports,,.
Les militants écologistes créent cette « nation glaciaire » pour convaincre le gouvernement du Chili de protéger ses importantes réserves d'eau douce, le pays abritant 82 % des glaciers d'Amérique du Sud.
Le 17 juin 2015, ils manifestent devant le congrès de Valparaiso.
Au cours de la Copa America 2015, au Chili, la République glaciaire présente son équipe nationale. Elle ne dispute aucun match officiel, seulement des matchs de rue devant le Congrès national les jours où le Comité législatif sur l'environnement se réunissait,.
En 2018, l'Argentine incorpore dans l'inventaire de ses glaciers une grande partie de ceux revendiqués par la République glaciaire et appartenant au Chili. Le responsable chilien minimise l'affaire: « Le Chili et l'Argentine utilisent des échelles différentes dans la préparation de leurs cartes. L'Argentine a une échelle et le Chili a une autre échelle. Le problème est là. Plus l'échelle est précise, plus les limites sont claires, mais cela ne signifie pas que nous avons perdu un glacier. Vous devez être calme sur ce point »,.